# Smejalna mišica
Smejalna mišica (latinsko musculus risorius) je mimična mišica trikotne oblike. Izvira iz ustnega kota ter se končuje v koži. 
Smejalna mišica poteza ustni kot navzad.
Oživčuje jo živec facialis (VII).